# Motocross Kids
Motocross Kids es una película estadounidense de acción, aventura y familiar de 2004, dirigida por Richard Gabai, escrita por Michael Gannon, musicalizada por Deeji Mincey y Boris Zelkin, en la fotografía estuvo Theo Angell y los protagonistas son Lorenzo Lamas, Alana Austin y Dan Haggerty, entre otros. El filme fue realizado por Check Entertainment, Clear Channel Entertainment Motor Sports, Motocross Kids L.P. y Tag Entertainment; se estrenó el 12 de diciembre de 2004.

## Sinopsis
Evan Reed es un gran entrenador de motocross. Luego de hacer que su hija compita en los campeonatos nacionales, decide lograr un nuevo objetivo: salvar una pista de tierra de un grupo de motociclistas malignos.